# Boulangerie viennoiserie industrielle
« Boulangerie viennoiserie industrielle (BVI) » et « Boulangerie Viennoiserie Pâtisserie industrielle » (BVP industrielle)  désignent l'industrie fabriquant du pain et des viennoiseries.

## Histoire
Cette industrie a débuté dans les années 1980. Elle s'est développée avec la mise sur le marché de fours industriels. Les plus importantes boulangeries industrielles sont en Espagne. La France et l'Allemagne privilégient des usines de taille moyenne.

## Organisation et technique
Une boulangerie industrielle produit en général deux tonnes de pétrin par heure, six jours sur sept, le septième jour étant réservé à la maintenance. La cadence d'une ligne est calculée généralement en nombre de baguettes par heure. Si la ligne produit des subdivisions (1/2 baguette, 1/3 de baguette et ainsi de suite jusqu'à 1/8), les cadences sont multipliées par la subdivision. Il existe plusieurs types de produits issus des sites de boulangerie industrielle :
- pain cru surgelé
- pain précuit surgelé
- pain cuit surgelé
- pain cuit frais

La première catégorie permet d'alimenter les grandes et moyennes surfaces et les terminaux de cuisson ( Fb Solution par exemple) équipés d'étuves. 
La deuxième catégorie concerne des structures plus petites telles que des sandwicheries, des traiteurs, des hôtels, des restaurants et des terminaux de cuisson qui complètent la cuisson au moyen de fours professionnels. 
La troisième catégorie n'est valable que pour un réseau de distribution bien organisé. 
Dans le coût d'une baguette à l'étalage, un poste très important est le coût de la logistique. On évite de transporter les baguettes sur plus de 200 km.
Pour les pains, deux catégories existent : sur alvéole ou sur sole. La première catégorie est bien adaptée aux fortes cadences pour la baguette blanche de supermarché. La cuisson sur sole permet de fabriquer des pains en général plus hydratés, de meilleure qualité, avec des cadences plus faibles.

## Principaux industriels français
- Neuhauser-BCS
- Nutrixo-GMP (marques Delifrance, Ronde des Pains)
- Le Duff (Bridor, FB Solution)
- Panavi-Vandemoortele
- Patisfrance
- Coup de Pates
- DGF Four à Idées
- Mecatherm spécialiste mondial des équipements pour la boulangerie industrielle